# Heterosphecia
Heterosphecia là một chi bướm đêm thuộc họ Sesiidae.

## Các loài
- Heterosphecia bantanakai (Arita & Gorbunov, 2000)
- Heterosphecia hyaloptera (Hampson, 1919)
- Heterosphecia indica  Kallies, 2003
- Heterosphecia melissoides (Hampson, [1893])
- Heterosphecia robinsoni Kallies, 2003
- Heterosphecia soljanikovi (Gorbunov, 1988)
- Heterosphecia tawonoides  Kallies, 2003